# Airaphilus hellenicus
Airaphilus hellenicus es una especie de coleóptero de la familia Silvanidae.

## Distribución geográfica
Habita en Grecia.